# Nepoziano (magister militiae)
Nepoziano (latino: Nepotianus; ... – 465) è stato un militare romano, generale dell'imperatore Maggioriano, che combatté nella battaglia di Arles e nelle guerre in Gallia.

## Biografia
Sposò la sorella di Marcellino, comandante semi-indipendente della Dalmazia: loro figlio era Giulio Nepote, l'ultimo imperatore romano d'Occidente de iure.
Nel 458 era comes et magister utriusque militiae e, assieme ad Egidio, era comandante dell'esercito dell'imperatore Maggioriano. In quell'anno venne intrapresa una campagna per riconquistare la Gallia e l'esercito imperiale, rafforzato da un forte contingente di mercenari barbari, scacciò i Visigoti di Teodorico II da Arelate, costringendoli a ritornare nella condizione di foederati. Con l'aiuto dei suoi nuovi foederati, l'esercito penetrò poi nella valle del Rodano conquistandola, usando sia la forza che la diplomazia: furono infatti sconfitti i Burgundi e ripresa Lione dopo un assedio (la città venne condannata a pagare una forte indennità di guerra). Per il suo contributo all'operazione, il poeta Gaio Sollio Sidonio Apollinare lo loda nel proprio panegirico a Maggioriano, sebbene non lo nomini esplicitamente.
Nel 459 giunsero in Gallaecia gli inviati di Nepoziano e del comes goto Sunierico ad annunciare la vittoria di Maggioriano e l'accordo tra l'imperatore e il sovrano dei Visigoti.
Nel maggio 460 Nepoziano e Sunierico comandarono il contingente visigoto dell'attacco a tenaglia di Teodorico contro i Suebi: Nepoziano si diresse verso la Gallaecia e investì un contingente suebo, sconfiggendolo, nelle vicinanze di Lucus Augusti.
All'inizio degli anni 460 Nepoziano fu deposto per ordine di Teodorico II, forse perché ostile al potente magister militum Ricimero, e sostituito da Arborio. Morì nel 465.